# الهیات زن‌گرایانه
الهیات زن‌گرایانه (انگلیسی: Womanist theology) رویکردی روش‌شناختی به الهیات است که تجربیات و دیدگاه‌های زنان سیاه‌پوست، به‌ویژه زنان آفریقایی-آمریکایی را جمع‌آوری می‌کند. اولین نسل از الهی‌دانان و اخلاق‌شناسان «زن‌گرا» در اواسط تا اواخر دهه ۱۹۸۰ شروع به نوشتن کردند و از آن زمان این رشته به‌طور قابل توجهی گسترش یافته است. این اصطلاح ریشه در نوشته‌های آلیس واکر دربارهٔ زن‌گرایی دارد. «الهیات زن‌گرایانه» برای اولین بار در مقاله‌ای در سال ۱۹۸۷ توسط دلورس ویلیامز استفاده شد. در گفتمان الهیات مسیحی، الهیات زن‌گرایانه به‌عنوان اصلاحی بر الهیات فمینیستی اولیه که توسط فمینیست‌های سفیدپوست نوشته شده بود، پدیدار شد که به تأثیر نژاد بر زندگی زنان توجه نمی‌کرد، یا واقعیت‌هایی را که زنان سیاه‌پوست در ایالات متحده با آن مواجه بودند، در نظر نمی‌گرفت. الهی‌دانان زن‌گرا راه‌هایی را برجسته کردند که در آن الهیات سیاه‌پوستی، که عمدتاً توسط الهی‌دانان مرد نوشته شده بود، نتوانست دیدگاه‌ها و بینش‌های زنان سیاه‌پوست را در نظر بگیرد. محققانی که از الهیات زن‌گرایانه حمایت می‌کنند، از نظر فکری یکپارچه نیستند و همه جنبه‌های تعریف واکر را نمی‌پذیرند. در عوض، این محققان اغلب در تعهدات ضد جنسیتی، ضد نژادپرستی و ضد طبقاتی خود نسبت به الهیات فمینیستی و آزادی‌بخش خویشاوندی پیدا می‌کنند.
اصطلاح زن‌گرایانه (Womanist) در زبان روزمره سیاه‌پوستان، توسط مادران برای توصیف دختران نوجوانی استفاده می‌شد که بر خلاف هنجار و کردار دخترانه، رفتاری عصبی و بزرگ‌منشانه داشتند. در سال ۱۹۸۳ «زن‌گرا» توسط نویسنده و فعال سیاهپوست آلیس واکر در مجموعه مقالاتش، در جستجوی باغ‌های مادران ما: نثر زنانه ساخته شد. او در این متن به این نکته اشاره می‌کند که «نسبت زن با فمینیسم همان‌طور است که بنفش برای اسطوخودوس». از این رو، درحالی‌که زن‌گرا عمدتاً به زنان آفریقایی-آمریکایی اشاره می‌کرد، به‌طور کلی برای زنان نیز بود. آثار واکر تأثیر قابل توجهی بر متکلمان زن‌گرای بعدی خواهد داشت.